# Свободный (Челябинская область)
Свобо́дный — посёлок в Октябрьском районе Челябинской области. Административный центр Свободненского сельского поселения.

## География
Посёлок находится на южном берегу озера Даутово, на расстоянии 22 км к юго-западу от села Октябрьское, административного центра района.

## Население
| 2002 | 2010 |
| ---- | ---- |
| 430  | ↘323 |

### Половой состав
По данным Всероссийской переписи, в 2010 году численность населения посёлка составляла 323 человека (153 мужчины и 170 женщин).

## Улицы
| - ул. 40 лет Победы, - ул. Лесная, - ул. Набережная, | - ул. Первомайская, - ул. Солнечная, - пер. Школьный. |